# George Touliatos
George Touliatos (* 9. Dezember 1929 in Memphis, USA; † 8. Dezember 2017 in Bellingham, USA) war ein US-amerikanischer Schauspieler.

## Biographie
George Touliatos war griechischer Abstammung. Er begann seine Schauspielerkarriere in den 1950er Jahren beim Theater und wirkte in zahlreichen Dramen, Komödien und Musicals mit. In Memphis war er 1957 bzw. 1958 einer der Gründer des Front Street Theatre und als Schauspieler, Regisseur und Produzent einer der Pioniere des Theaters in der Region. Ab den 1970er Jahren trat er in zahlreichen US-amerikanischen und kanadischen Kino- und Fernsehfilmen auf. Im Animationsfilm Heavy Metal lieh er 1981 zwei Figuren seine Stimme. Zudem war er in mehreren US-amerikanischen und kanadischen Fernsehserien und TV-Produktionen zu sehen, z. B. in Stargate, Akte X u.v.a.m.

## Filmographie
- 1974 Only God Knows
- 1978 Power Play (Coup d’Etat)
- 1978 Im Bannkreis des Todes (I Miss You, Hugs and Kisses)
- 1979 Fire Power (Firepower)
- 1979 Stone Cold Dead
- 1980 Prom Night – Die Nacht des Schlächters (Prom Night)
- 1980 Overkill – Durch die Hölle zur Ewigkeit (Virus)
- 1980 Agency – Botschaft des Bösen (Agency)
- 1980 Day of Resurrection
- 1980 Yulya’s Diary
- 1981 The Last Chase
- 1981 Heavy Metal (Heavy Metal)
- 1981 Höllenhunde des Highways (Firebird 2015 AD)
- 1981 Clown White
- 1981 Der schmale Weg des Glücks (Heartaches)
- 1981 Escape from Iran – The Canadian Caper
- 1981: Firebird 2015 AD (Firebird 2015 A.D.)
- 1982 Der verlorene Schatz von Cavette (Falcon’s Gold)
- 1983 Bob contra Company (Utilities)
- 1983 Will There Really Be a Morning?
- 1984 Er ist gefeuert – Sie ist geheuert (He’s Fired, She’s Hired)
- 1985 The Hearst and Davies Affair
- 1987 Dreams Beyond Memory
- 1987 Lena: My 100 Children
- 1987–1988 Nachtstreife (Night Heat, Fernsehserie, 3 Folgen)
- 1988 Liberace – Ein Leben für die Musik (Liberace: Behind the Music)
- 1988 Showdown in Atlantic City (Glitz)
- 1988 Die Geschichte der Ann Jillian (The Ann Jillian Story)
- 1989 Short Change
- 1990 The Thriller
- 1990 Divided Loyalties
- 1990 Mord auf Bestellung (La mort en dédicace)
- 1991 South of Wawa
- 1992 The Swordsman – Das magische Schwert (The Swordsman)
- 1992 Todsünden (Mortal Sins)
- 1992 Fatal Memories
- 1992 Rivalinnen (Weep No More, My Lady)
- 1993 Other Women’s Children
- 1993 Ein Fremder im Spiegel (A Stranger in the Mirror)
- 1994 Let’s Make Love Again! (Spoils of War)
- 1994 Cracker Jack – Countdown ins Verderben (Crackerjack)
- 1994 Red Scorpion 2
- 1995 Gladiator Cop
- 1995 Annette Funicello – Ein Schicksal (A Dream Is a Wish Your Heart Makes: The Annette Funicello Story)
- 1995 The Final Cut – Tödliches Risiko (The Final Cut)
- 1996 Die Spur des Killers (Tracks of a Killer)
- 1996 Das Urteil der Geschworenen (We the Jury)
- 1996 Mother Trucker – The Diana Kilmury Story
- 1997 Das große Zittern (Jitters)
- 1997 Himalaya Extrem – Unter Lawinen begraben (Survival on the Mountain)
- 1998 So gut wie tot (Hoods)
- 1999 Doppelmord (Double Jeopardy)
- 1999 36 Stunden bis zum Tod (36 Hours to Die)
- 2000 Here’s to Life!
- 2001 Ignition – Tödliche Zündung (Ignition)
- 2002 Avenging Angelo – Die Liebe eines Bodyguards (Avenging Angelo)
- 2003 In tierischer Mission (Good Boy!)
- 2005 Eine für 4 (The Sisterhood of the Traveling Pants)
- 2007 Spiel mit der Angst (Butterfly on a Wheel)
- 2012 Das gibt Ärger (This Means War)
- 2012 Cosmopolis (Cosmopolis)
- 2013 Supernatural (Fernsehserie, 1 Folge)

## Weblink
- George Touliatos bei IMDb

| Personendaten    | Personendaten                  |
| ---------------- | ------------------------------ |
| NAME             | Touliatos, George              |
| KURZBESCHREIBUNG | US-amerikanischer Schauspieler |
| GEBURTSDATUM     | 9. Dezember 1929               |
| GEBURTSORT       | Memphis, USA                   |
| STERBEDATUM      | 8. Dezember 2017               |
| STERBEORT        | Bellingham, USA                |